# Ryan Cargill
Ryan Cargill (* 12. November 1997) ist ein US-amerikanischer Schauspieler.

## Leben
Cargill engagierte sich in der Gemeinschaft durch das Gemeinschaftstheater in Texas. Er spielte in einer Produktion von The Giver. Im Jahr 2014 wurde er für einen PRISM Award nominiert. Im Jahr 2016 bekam er die Rolle des Luke Archer aus der Serie Magie Akademie.

## Filmografie (Auswahl)
- 2013: Life of a King
- 2013: Up North (Fernsehserie, Folge 1x01)
- 2015: Miss India America
- 2015: Magie Akademie (WITS Academy, Fernsehserie, 20 Folgen)
- 2016: Killer Assistant
- 2016: Schatten der Leidenschaft (The Young and the Restless, Seifenoper, Folge 10975)
- 2018: Timeless (Fernsehserie, Folge 2x03)
- 2018: Goliath (Fernsehserie, Folge 2x02)
- 2018: Jax + James (Fernsehserie, 8 Folgen)
- 2019: Young Sheldon (Fernsehserie, Folge 2x14)
- 2019: The Haunting of Sharon Tate
- 2019: Denton’s Death Date (Fernsehserie, Folge 1x01)